# Promieniowanie jądrowe
Promieniowanie jądrowe – emisja cząstek lub promieniowania elektromagnetycznego (promieniowanie gamma) przez jądra atomów. Promieniowanie zachodzi podczas przemiany promieniotwórczej lub w wyniku przejścia wzbudzonego jądra do stanu o niższej energii. Rodzaj wysyłanego promieniowania oraz jego energia zależy od rodzaju przemiany jądrowej. 
Do promieniowania jądrowego zalicza się m.in.: 
- promieniowanie alfa
- promieniowanie beta
- promieniowanie gamma
- promieniowanie neutronowe